# König-Albert-Haus
Das König-Albert-Haus ist ein Geschäftshaus am Markt 9 in Leipzig. Es bildet das Eckhaus zum Barfußgäßchen, wo es die Hausnummern 2/4/6/8 trägt. Sein Name erinnert an den sächsischen König Albert. Das Haus steht unter Denkmalschutz.

## Geschichte

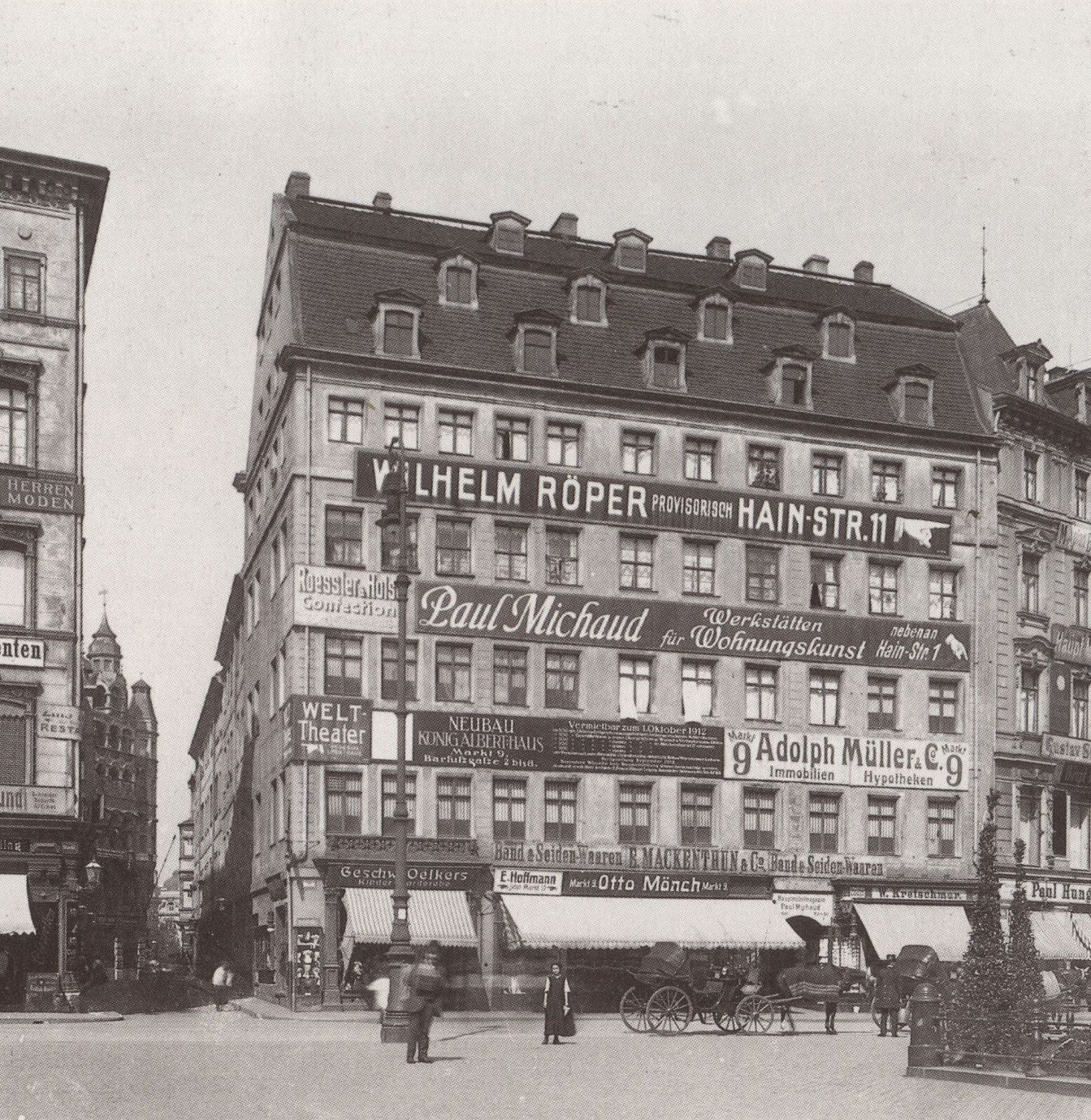
Der Vorgängerbau, um 1912
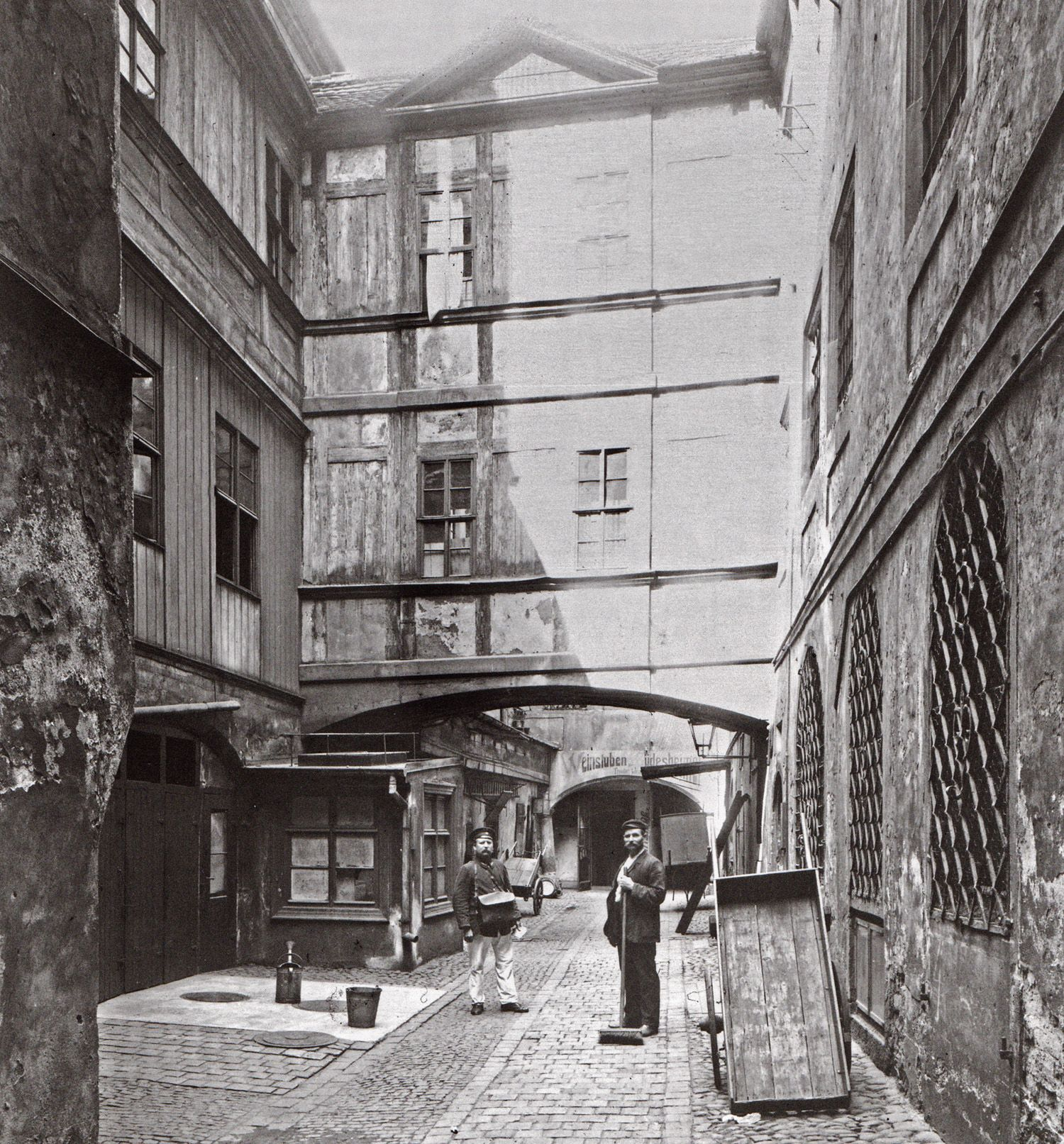
Im Hof des Vorgängerbaus

Am 22. September 1911 reichte der Leipziger Architekt Emil Franz Hänsel (1870–1943) im Namen des Bauherrn, des Berliner Kaufmanns Paul Roßdeutscher, die Pläne für ein Geschäftshaus bei der Baubehörde der Stadt Leipzig ein, durch welches das bestehende fünfgeschossige Haus am Markt zwischen Barfußgäßchen und Barthels Hof und kleinteilige Bauten im Barfußgäßchen ersetzt werden sollten. Nach einigen Querelen mit der Behörde konnte mit dem Bau 1912 begonnen werden. Am 1. Oktober 1913 war das Haus bezugsfertig. Zum Namen des Hauses hatte der Dresdner Maler Otto Gussmann (1869–1926) im Innenhof zwei Wandfriese mit Szenen aus dem Leben König Alberts gestaltet, die aber nicht mehr vorhanden sind.
Im Erdgeschoss zogen Einzelhandelsbetriebe ein. Der bekannteste war der Briefmarkenhandel der Gebrüder Senf, der im Barfußgäßchen bis 2008 bestand. Nach dem Zweiten Weltkrieg hatte bis 1996 die christliche Buchhandlung „Wort und Werk“ am Markt ihr Ladengeschäft. In den letzten Jahren befinden sich in Erdgeschosszone und Keller fast ausschließlich gastronomische Einrichtungen, die einen wesentlichen Teil der Leipziger Kneipenmeile Drallewatsch bilden. Im ersten Obergeschoss befinden sich das Central Kabarett Leipzig sowie der Veranstaltungssaal Blauer Salon Leipzig.

## Architektur
Das König-Albert-Haus ist ein Stahlbetonskelettbau, dessen Fassadengestaltung dem Übergang vom Historismus zum Reformstil zuzurechnen ist. Der fünfgeschossige Hauptbau mit Walmdach hat sechs Fensterachsen zum Markt und vier zum Barfußgäßchen. Der Anschlussbau im Barfußgäßchen mit 17 Fensterachsen ist ein Stockwerk niedriger, zirka drei Meter eingerückt und wegen des Verlaufs des Barfußgäßchens um etwa sieben Grad nach Norden gedreht.

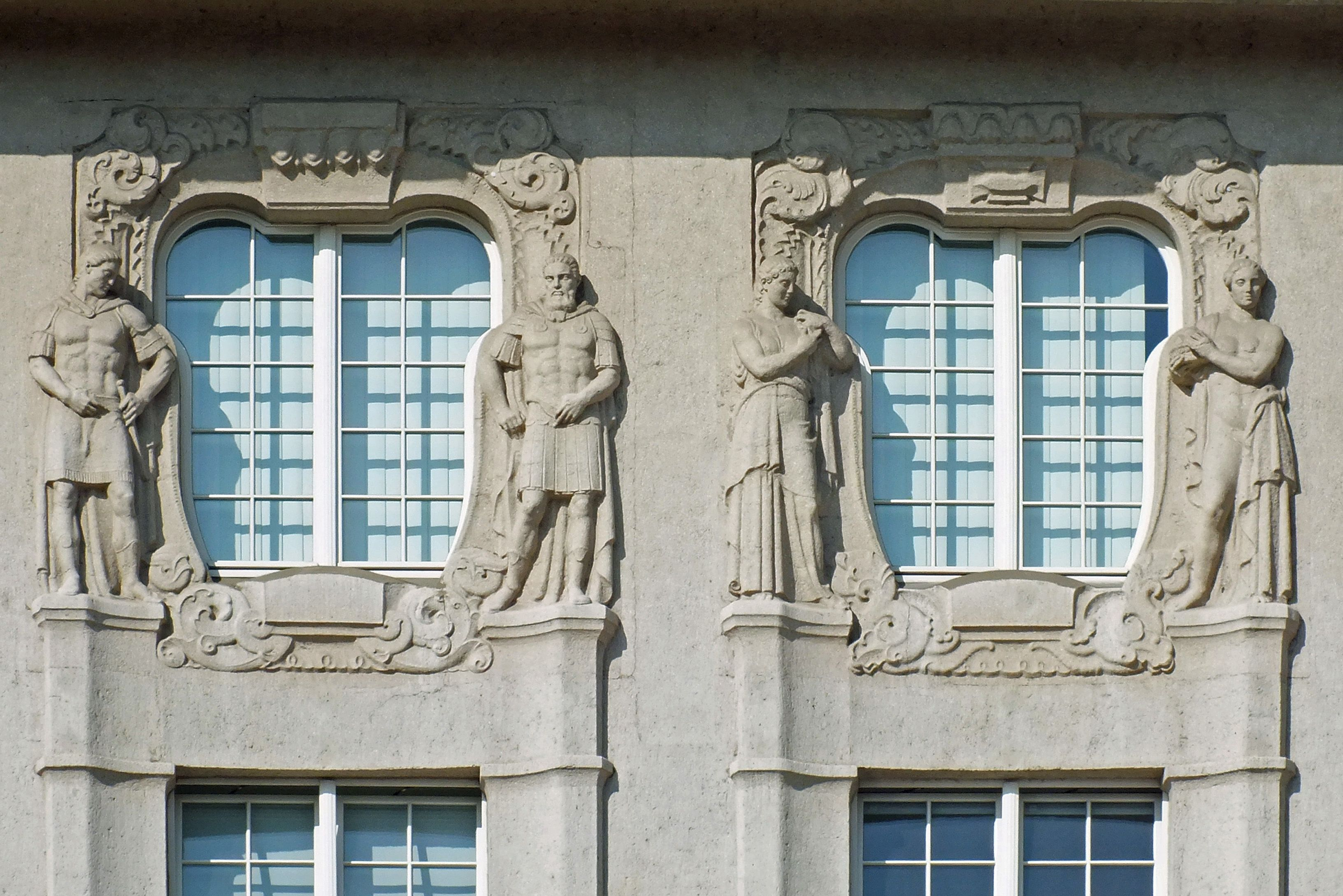
Fassadenschmuck
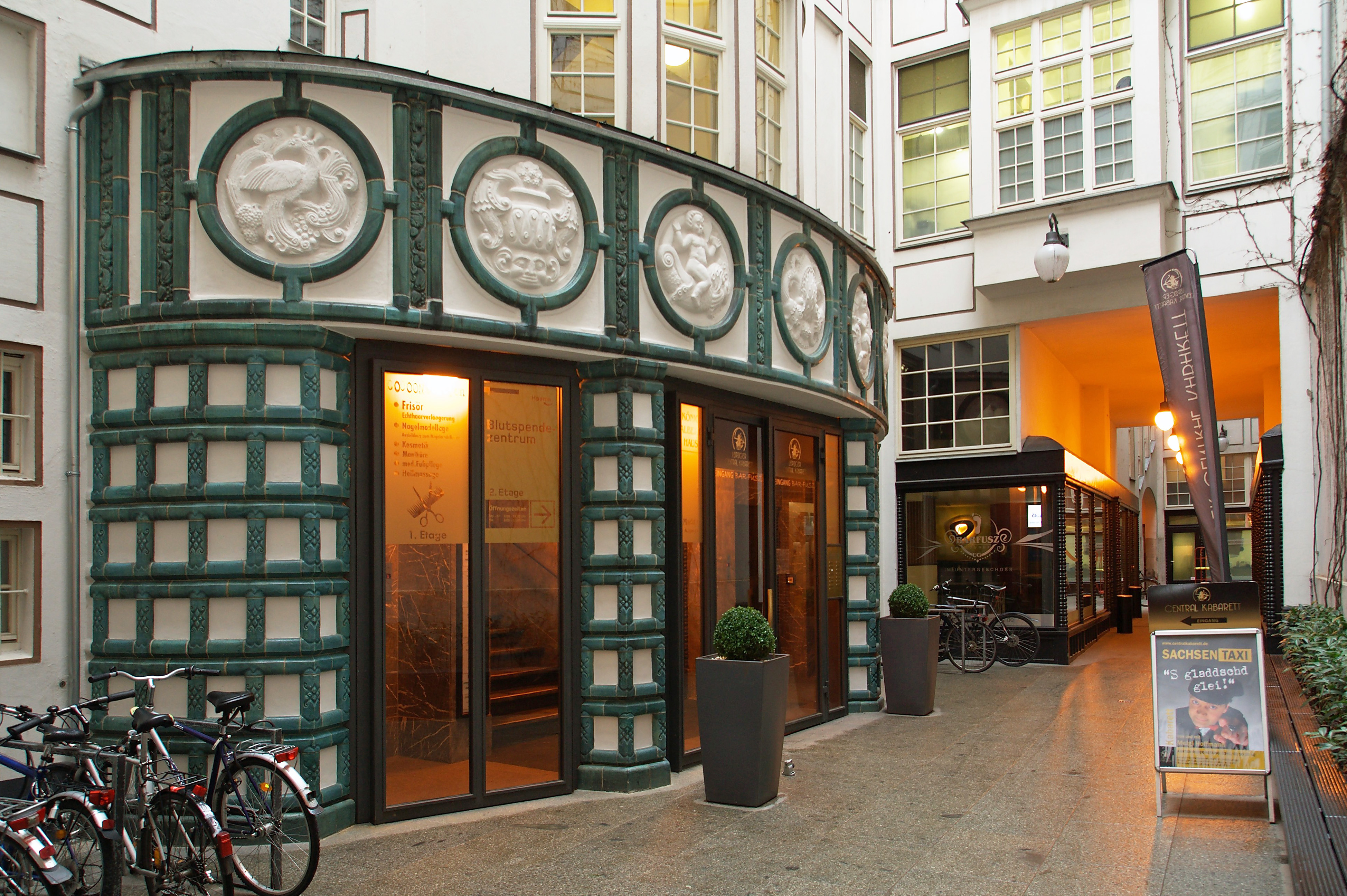
Erster Innenhof
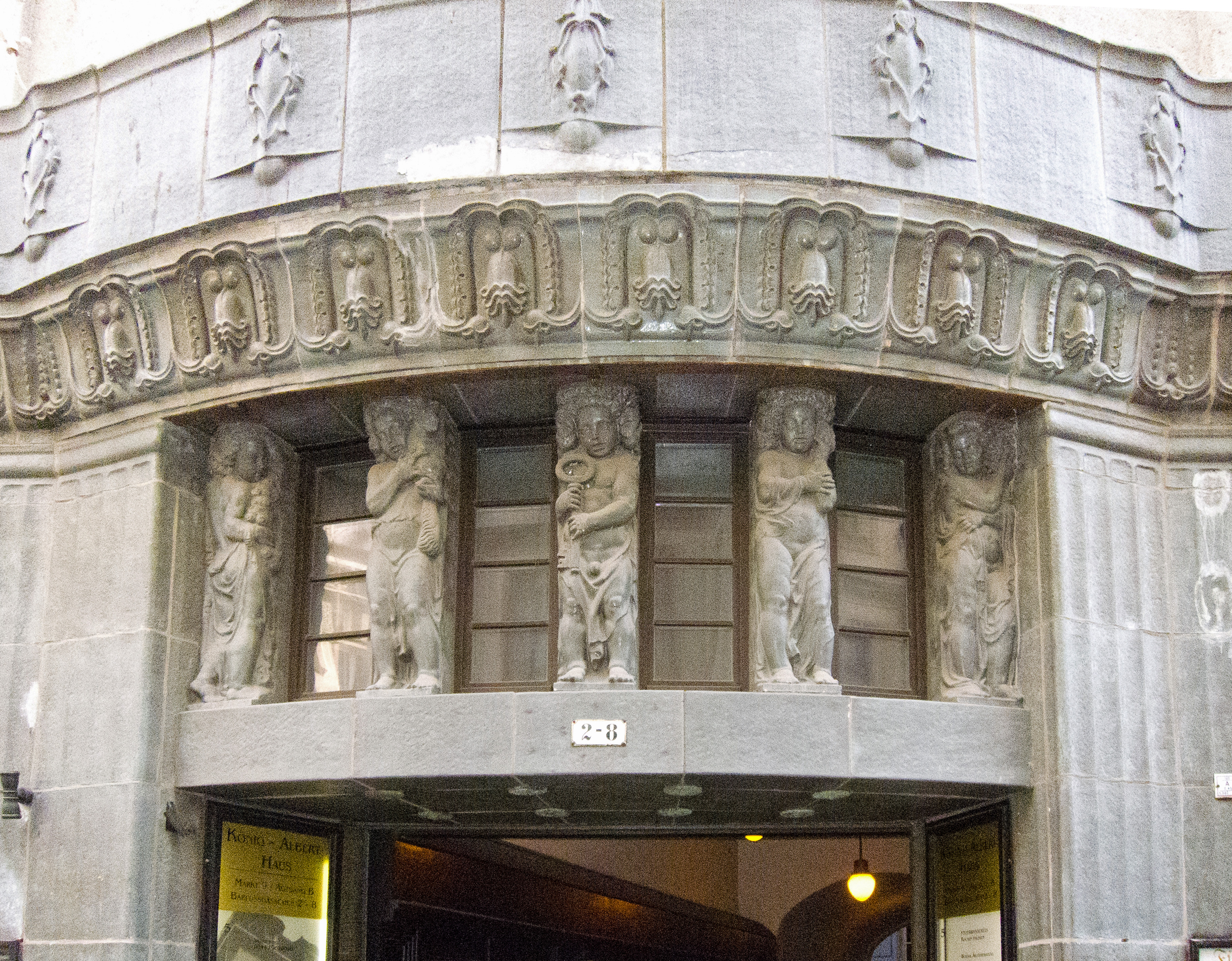
Portal zum Barfußgäßchen

Die Erdgeschosszone einschließlich des flachen Zwischengeschosses ist – einmalig für Leipzig – mit dunkler glasierter Keramik verkleidet. In den oberen Stockwerken ist die Fassade in den mit schmalen Säulen abgegrenzten Fensterachsen konkav gekrümmt, was eine interessante plastische Erscheinung erzeugt. Die mit Anklang zum Jugendstil geformten Fenster des vierten Obergeschosses besitzen Figuren als seitliche Gewände. Auf dem Zwischengeschosssims sind Wappen sächsischer Städte angeordnet.
Vom Markt führt eine Passage durch zwei weiß ausgestaltete Lichthöfe über 71 Meter zum Barfußgäßchen, wo das Portal mit Figuren geschmückt und seine Lage durch eine über alle Stockwerke hervortretende Rundung markiert ist. Im ersten, dem größeren Lichthof fällt ein halbrunder, mit grünen Majoliken dekorierter Portikus auf, in dessen Architrav sich sieben kreisförmige Medaillons mit plastischen, allegorischen Darstellungen befinden. Der Portikus führt zum innen mit Marmor verkleideten Haupttreppenhaus, das halbkreisförmig in den Hof ragt. Das erste Obergeschoss trägt zwei Kastenerker.